# Nyárádköszvényes
Nyárádköszvényes (románul Mătrici) falu Romániában Maros megyében. Közigazgatásilag Nyárádremete községhez tartozik.

## Fekvése
A falu a Nyárád jobb partján, Marosvásárhelytől 28 km-re északkeletre, Deményházától 5 km-re északra, a Bekecs-hegy (1080 m) lábánál, a Mező-havas (1777 m) közelében fekszik.

## Története
1484-ben Keezwenes néven említik. A falu északi részén 13 halom látszik, ahol a hagyomány szerint a tatárok által legyilkoltak nyugszanak. 1719-ben a falut pestis pusztította. 1842-ben vásárjogot szerzett, három országos vásárt tarthatott, hetivásárai kedden voltak. 1910-ben 1045, túlnyomórészt magyar lakosa volt. A trianoni békeszerződésig Maros-Torda vármegye Nyárádszeredai járásához tartozott. 1992-ben 795 lakosából 766 magyar, 23 cigány és 5 román volt.
Régi lebontott temploma 1484-ben épült. Az 1484. évi oklevél plébánosról ír.
1522-ből származó faragott kő felírása is a templomról tanúskodik. Tűzvész után ezt a régi templomot lebontották, 1822 és 1826 között újat építettek. A régiből megmaradt a keresztelőmedence, és egy kehely 1633-ból: Memorare novissima tua. A. D. 1633.
Az új templom építését kőbe vésett felirat örökíti meg: Fundum via cambiali cedente Dno Ludovico Pálfi de Péterlaka 1822. Aedes et turris aedificata est anno 1823.
A reformációkor több évig pap nélkül maradtak, amikor református prédikátorok próbálkoztak tért hódítani, de a nők elűzték őket.
1629-től két boszniai ferences (Salinai István és Lapara István) gondozza őket Domokos Kázmér tolmácsolásával. 1664-ben Nagy Mihály egyházmegyés pap a plébános és főesperes.
1860-tól katolikus iskolája is volt, amelyet 1948-ban államosítanak.

## Látnivalók
- A faluban sós források vannak.
- Római katolikus temploma.

## Népszokások, hagyományok
Hagyomány szerint évente többször bált tartanak. A búcsút Nagyboldogasszony ünnepén, augusztus 15-én, Mária mennybevitelének napján tartják.
Bartók Béla 1914-ben Köszvényesen gyűjtötte az alábbi dalt:
Csëndësën foljó víz télbe megaluszik,
Csëndësën foljó víz télbe megaluszik.
Télbe megaluszik, nyárba megmelegszik,
Aj, de jaz én szüvem soha meg nem nyugszik.
A kottát lásd a Magyar Elektronikus Könyvtár honlapján, itt:

Több köszvényesi dallam hallgatható még a Bartók Béla népzenei gyűjtései online adatbázisban, itt:
 Archiválva 2007. november 12-i dátummal a Wayback Machine-ben

## Híres emberek
- Itt nőtt fel Viola József, aki a moldvai fejedelem orvosa volt.
- Itt született Kászonújfalvi Szabó János (1767–1858), földrajztudós, olvasókanonok, kolozsmonostori apát, gyulafehérvári majd kolozsvári plébános.[2][3]
- Itt született 1880-ban Kiss Menyhért, költő, író, újságíró, tanár. Budapesti és a kolozsvári egyetemi tanulmányai után 1906-ban államtudományi doktorátust szerzett. 1920-tól nemzetgyűlési képviselő.
- Itt volt római katolikus plébános a kézdiszentléleki Pászka Ágoston 1946–1958 között
- A falu plébánosa jelenleg Msgr. Csíki Dénes pápai káplán, kanonok.

## Képek
- Római katolikus templom
- Római katolikus templom belül
- A templom építésével kapcsolatos felirat
- A 2009-ben "hazatért" harang felirata:
IN HONOREM S JOZEPHINNUTRICII CHRISTI ECCLESIE KÖSZVENYESIENSIS CURACIT ANNO 1790.
- Emlékezzünk a világ összes hőseire, vértanúira és áldozataira. 1942-es emlékmű a templom udvarán.
- Székelykapu
- Sebesi Ferenc kapuja